# العقبة (السياني)

تعديل مصدري - تعديل

العقبة محلة تابعة لقرية الاخطور، التابعة لعزلة الدامغ بمديرية السياني إحدى مديريات محافظة إب في الجمهورية اليمنية.، بلغ تعداد سكانها 57 حسب تعداد اليمن لعام 2004.